# In My Blood
«In My Blood» es una canción grabada por el cantante y compositor canadiense Shawn Mendes. Escrita por Geoff Warburton, Scott Harris y producida por Mendes y Teddy Geiger, fue lanzada por Island Records el 22 de marzo de 2018, como primer sencillo y single de su tercer álbum de estudio homónimo, Shawn Mendes (2018).

## Lanzamiento y promoción
El 16 de marzo de 2018, Mendes publicó por primera vez un collage en redes sociales que consistía en dos imágenes sin subtítulos de bloques de color en blanco, uno en beige y otro en coral. Más tarde cambió su foto de perfil para que fuera del mismo color de fondo beige con un diseño floral, como aparece en la portada del álbum. El 19 de marzo, Mendes se asoció con la plataforma Spotify para promover el sencillo en una cartelera en el Times Square de Nueva York que decía "Shawn Mendes coming soon". Poco después, publicó un video que incluía dos fechas: el 22 de marzo y el 23 de marzo. Las fechas también se proyectaron en varios lugares de Londres. Él anunció oficialmente de la canción, el 20 de marzo, junto con la fecha de lanzamiento y la portada del álbum. "Esta canción", escribió en una publicación de redes sociales, "es la canción más cercana a mi corazón que he escrito".

## Composición
"In My Blood" es una balada de género Rock, cuya apertura acústica fue descrita como "suave y desesperante". A medida que la canción avanza, "un tambor insistente entra" antes de que la voz de Mendes se eleve en el coro. Un colaborador de Rolling Stone señaló que el coro cuenta con "tambores temblorosos" y "guitarras eléctricas palpitantes", con "coros de coro" que "añaden texturas relajantes al final".

## Recepción crítica
Hugh McIntyre de Forbes notó la canción como una evolución del sonido bien conocido de Mendes, comenzando con "una guitarra acústica familiar". Escribió que Mendes ha adoptado "un sonido más maduro", llamando a la canción "un trabajo bien hecho" en comparación con "Use Somebody" y "Sex on Fire". Gil Kaufman de Billboard consideró la canción "uno de los esfuerzos más maduros de Mendes hasta la fecha". En otro artículo de "Billboard", Abby Jones lo incluyó como su mejor sencillo hasta la fecha. Jon Caramanica de The New York Times lo consideraba un sobresaliente en comparación con los sencillos anteriores de Mendes, refiriéndose a lo "asustado y desamparado" que suena, al tiempo que elogiaba su habilidad para escribir sobre pensamientos y estados de ánimo interiores. Mike Nied de Idolator opinó que "el arrollador himno ofrece una visión íntima de sus pensamientos más profundos", con un instrumental amigable con la radio pop rock, añadiendo que la canción "suena como otro éxito seguro". Concluyó llamándolo "un tema conmovedor e inspirador y un maravilloso sabor de lo que vendrá".

## Desempeño en listas
Debutó en el número 72 en el Billboard Hot 100 después de sólo un día de seguimiento de ventas y streaming.

## Presentaciones en vivo
El 28 de marzo de 2018, Mendes presentó la canción por primera vez en The Late Late Show with James Corden. Al domingo 9 de febrero, tuvo lugar la gala de la 61.ª edición de los Premios Grammy, celebrada en el Staples Center de Los Ángeles, donde el cantante volvió a cantar el sencillo, pero con la compañía de la cantante Miley Cyrus, convirtiendo la canción en un dueto.

## Créditos y personal
Créditos adaptados de Tidal.
- Shawn Mendes - composición, producción, voz, guitarra
- Geoff Warburton - composición, guitarra
- Teddy Geiger - composición, producción, teclado, voces de fondo, bajo, batería, guitarra, piano, programación
- Scott Harris - composición, guitarra
- Harry Burr - asistencia de mezcla
- Andrew Maury - mezcla

## Posicionamiento en listas
| Listas (2018)                               | Mejor posición |
| ------------------------------------------- | -------------- |
| Australia (ARIA)                            | 9              |
| Austria (Ö3 Austria Top 40)                 | 5              |
| Bélgica (Flandes) (Ultratop 50)             | 17             |
| Bélgica (Valonia) (Ultratip Bubbling Under) | 16             |
| Canadá (Canadian Hot 100)                   | 9              |
| República Checa (Rádio Top 100)             | 3              |
| Dinamarca (Tracklisten)                     | 15             |
| República Dominicana Anglo (Monitor Latino) | 11             |
| Finlandia (OFC)                             | 15             |
| Francia (SNEP)                              | 73             |
| Alemania (Media Control AG)                 | 8              |
| Grecia Digital Songs (IFPI Greece)          | 3              |
| Guatemala Anglo (Monitor Latino)            | 3              |
| Hungría (Rádiós Top 40)                     | 1              |
| Hungría (Rádiós Top 40)                     | 2              |
| Italia (FIMI)                               | 37             |
| Líbano (Lebanese Top 20)                    | 4              |
| Malasia (RIM)                               | 7              |
| México (Billboard English Airplay)          | 2              |
| México Anglo (Monitor Latino)               | 17             |
| Países Bajos (Dutch Top 40)                 | 8              |
| Países Bajos (Mega Single Top 100)          | 13             |
| Nueva Zelanda (Recorded Music NZ)           | 13             |
| Noruega (VG-lista)                          | 10             |
| Panamá Anglo (Monitor Latino)               | 12             |
| Escocia (Scottish Singles Sales Chart)      | 8              |
| España (Top 100 Canciones)                  | 12             |
| Suecia (Sverigetopplistan)                  | 11             |
| Suiza (Schweizer Hitparade)                 | 5              |
| Reino Unido (UK Singles Chart)              | 11             |
| Estados Unidos (Billboard Hot 100)          | 11             |
| Estados Unidos (Adult Contemporary)         | 22             |
| Estados Unidos (Adult Top 40)               | 8              |
| Estados Unidos (Mainstream Top 40)          | 13             |

## Certificaciones
| País           | Organismo certificador | Certificación | Ventas certificadas | Ref.   |
| -------------- | ---------------------- | ------------- | ------------------- | ------ |
| Alemania       | BVMI                   | Oro           | 200 000             | [ 56 ] |
| Australia      | ARIA                   | 2× Platino    | 140 000             | [ 57 ] |
| Bélgica        | BEA                    | Oro           | 10 000              | [ 58 ] |
| Brasil         | Pro-Música Brasil      | Platino       | 40 000              | [ 59 ] |
| Canadá         | Music Canada           | 4× Platino    | 320 000             | [ 60 ] |
| Dinamarca      | IFPI — Dinamarca       | Platino       | 90 000              | [ 61 ] |
| Estados Unidos | RIAA                   | 2× Platino    | 2 000 000           | [ 62 ] |
| Francia        | SNEP                   | Platino       | 100 000             | [ 63 ] |
| Italia         | FIMI                   | Platino       | 50 000              | [ 64 ] |
| México         | AMPROFON               | Platino + Oro | 90 000              | [ 65 ] |
| Nueva Zelanda  | RMNZ                   | Oro           | 15 000              | [ 66 ] |
| Portugal       | AFP                    | Oro           | 10 000              | [ 67 ] |
| Reino Unido    | BPI                    | Platino       | 600 000             | [ 68 ] |

## Premios y nominaciones
| Año  | Premiación                          | Categoría                           | Resultado | Ref.   |
| ---- | ----------------------------------- | ----------------------------------- | --------- | ------ |
| 2018 | iHeartRadio Much Music Video Awards | Vídeo del Año                       | Nominado  | [ 69 ] |
| 2018 | iHeartRadio Much Music Video Awards | Sencillo del Año                    | Nominado  | [ 69 ] |
| 2018 | iHeartRadio Much Music Video Awards | Vídeo Favorito                      | Ganador   | [ 69 ] |
| 2018 | iHeartRadio Much Music Video Awards | Mejor Dirección                     | Nominado  | [ 69 ] |
| 2018 | MTV Video Music Awards              | Mejor Vídeo Pop                     | Nominado  | [ 70 ] |
| 2018 | MTV Video Music Awards              | Mejor Dirección                     | Nominado  | [ 70 ] |
| 2018 | MTV Video Music Awards              | Mejor Cinematografía                | Nominado  | [ 70 ] |
| 2018 | MTV Video Music Awards Japan        | Vídeo del Año                       | Nominado  | [ 71 ] |
| 2018 | MTV Video Music Awards Japan        | Mejor Vídeo Masculino Internacional | Ganador   | [ 71 ] |
| 2018 | People's Choice Awards              | Canción del 2018                    | Nominado  | [ 72 ] |
| 2018 | Teen Choice Awards                  | Mejor Canción Pop                   | Ganador   | [ 73 ] |
| 2019 | Grammy Awards                       | Canción del Año                     | Nominado  | [ 74 ] |
| 2019 | iHeartRadio Music Awards            | Mejor Letra                         | Nominado  | [ 75 ] |
| 2019 | Juno Awards                         | Sencillo del Año                    | Ganador   | [ 76 ] |

## Historial de Lanzamientos
| Región         | Fecha               | Formato                | Discográfica | Ref.   |
| -------------- | ------------------- | ---------------------- | ------------ | ------ |
|                | 22 de marzo de 2018 | Descarga digital       | Island       | [ 22 ] |
| Estados Unidos | 27 de marzo de 2018 | Contemporary hit radio | Island       | [ 77 ] |